# Qarah Khān Bandī
Qarah Khān Bandī (persiska: قره خان بندی) är en ort i Iran.   Den ligger i provinsen Nordkhorasan, i den nordöstra delen av landet, 600 km öster om huvudstaden Teheran. Qarah Khān Bandī ligger 928 meter över havet och antalet invånare är 653.
Terrängen runt Qarah Khān Bandī är huvudsakligen kuperad, men den allra närmaste omgivningen är platt. Qarah Khān Bandī ligger nere i en dal.Runt Qarah Khān Bandī är det ganska glesbefolkat, med 27 invånare per kvadratkilometer. Närmaste större samhälle är Bojnourd, 15,7 km väster om Qarah Khān Bandī. Omgivningarna runt Qarah Khān Bandī är i huvudsak ett öppet busklandskap.